# Radu Afrim
Radu Afrim (n. 2 iunie 1968, Beclean, România, Beclean, Bistrița-Năsăud) este un regizor de teatru român.

## Biografie
Radu Afrim s-a născut în Beclean. A absolvit în 2000 Facultatea de Teatru, la specializarea regie, și în 1995 Facultatea de Litere, la specializare română-franceză, ambele în cadrul Universității Babeș-Bolyai din Cluj. Este unul dintre cei mai cunoscuți regizori români de teatru la nivel mondial.

## Spectacole
Printre spectacolele montate de Radu Afrim, se numără: No Mom`s Land, la Teatrul Luni de la Green Hours, București, De ce fierbe copilul în mămăligă, E doar Sfârșitul lumii - toate la Teatrul Odeon din București, Trei surori sau Alge-Bernarda's house remix la Teatrul Andrei Mureșanu din Sfântu Gheorghe. 
A lucrat și în afara Bucureștiului, astfel a montat piesele Orașul cu fete sărace (2020), Femeia mării (2014 Arhivat în 11 ianuarie 2018, la Wayback Machine.), Măcelăria lui Iov(2017 Arhivat în 11 ianuarie 2018, la Wayback Machine.) la Teatrul Național „Vasile Alecsandri” din Iași, Povestiri despre nebunia (noastră) cea de toate zilele, Wolfgang (2017) la Teatrul Tineretului din Piatra Neamț, Plaja, Adam Geist, Omul Pernă, toate 3 la Teatrul "Maria Filotti" Brăila, Inimi cicatrizate la Teatrul de Stat Constanța, Jocul de-a vacanṭa [Opṭiune 9] la Teatrul Municipal Baia Mare.

## Premii
- Premiul pentru Opera Prima acordat de Fundația Anonimul - 2004
- Premiul CultuRAAL pentru originalitate în arta teatrală, Bistrița - 2004.
- Premiul UNITER pentru cea mai bună regie pentru spectacolul Plastilina / de Vasili Sigarev, Teatrul Toma Caragiu Ploiești, în 2006.
- Premiul UNITER pentru cea mai buna regie pentru spectacolul Joi.MegaJoy de Katalin Turoczi , Teatrul Odeon Bucuresti în 2007.
- Premiul UNITER pentru cea mai bună regie pentru spectacolul Tihna, la Teatrul Național Târgu-Mureș – Compania „Tompa Miklós” în 2016
- Premiul UNITER pentru cel mai bun spectacol Antologia dispariției, după proza scrisă de Ștefania Mihalache, Anca Vieru, Lorina Bălteanu, Ruxandra Burcescu, Lavinica Mitu, Simona Popescu, scenariul, regia, sunet și filmări de Radu Afrim, Teatrul Național „Vasile Alecsandri” Iași în 2024[5]

## Literatură
- Streiflicht – Eine Auswahl zeitgenössischer rumänischer Lyrik (81 rumänische Autoren), Christian W. Schenk - "Lumina piezișă", Dionysos Verlag 1994, ISBN 3980387119